# 苫東厚真発電所
苫東厚真発電所（とまとうあつまはつでんしょ）は、北海道勇払郡厚真町にある北海道電力の石炭火力発電所。

## 概要

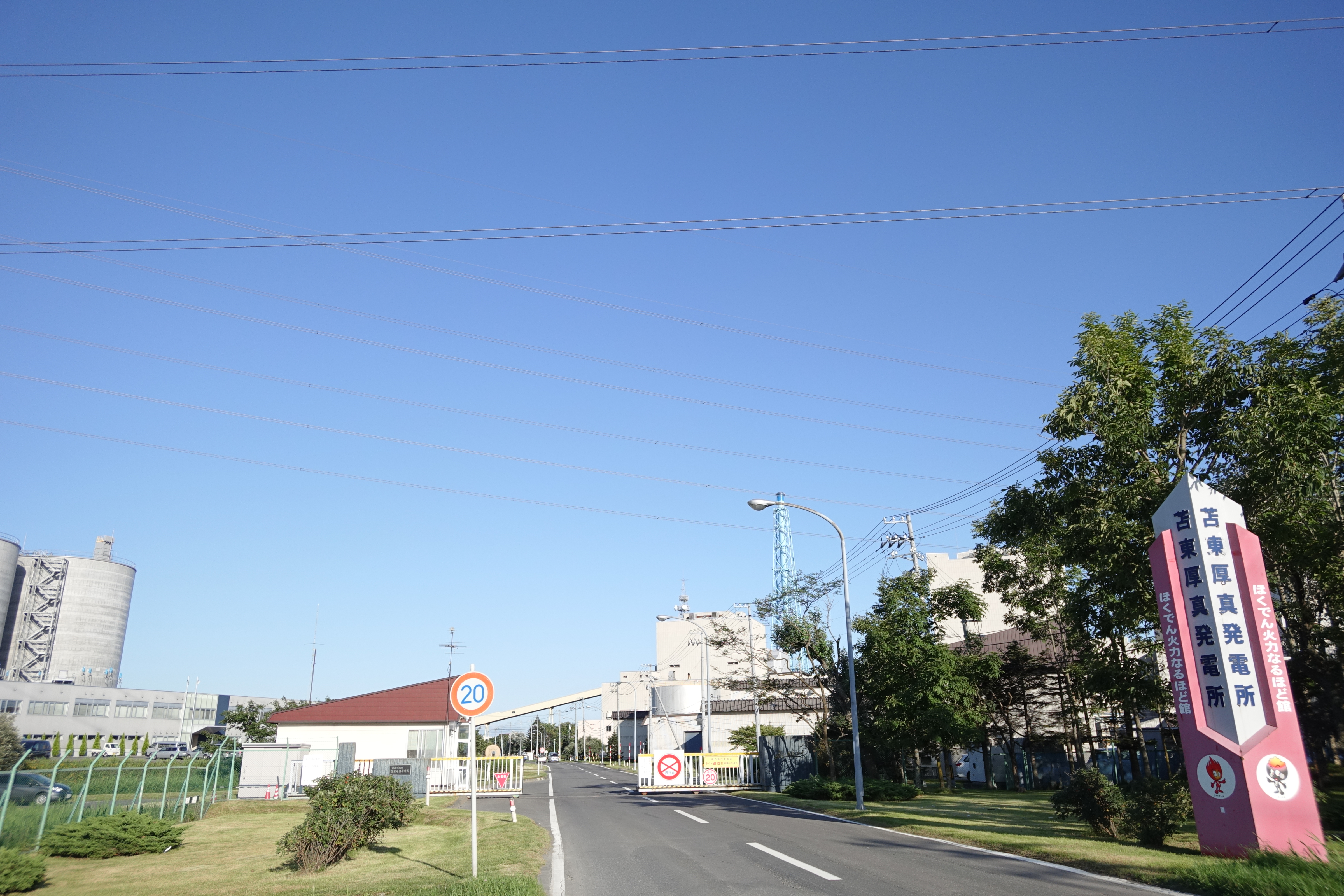
正面ゲート

苫小牧東部地域開発計画にて重化学工業への電力供給を目的として当初600万kW級の石油火力発電所を計画し、その後オイルショックの影響で95万kW規模の石炭火力発電所計画に転換し着工。
1980年10月に1号機が運転を開始、4号機までが建設された。これまでの石炭火力発電所と異なり、当初から海外炭の使用が予定され、1号機は国内炭使用の強い要請があったことから当初国内炭を用いたが、2号機以降は運転開始時から海外炭を使用している。1987年には1号機に対し海外炭対応工事を行った。 3号機は商用としては世界初の加圧流動床複合発電(PFBC)方式を採用し、1998年3月に運転を開始した。高い熱効率と低環境負荷が期待されたが、配管の摩耗や損傷などによるトラブルが多発して稼働率が上がらず、また多額の修理コストも問題となり3号機は2005年10月に廃止された。
4号機、5号機共にPFBC方式で各35万kWでの計画であったが、3号機の運転実績が不良だったために4号機を従来型の70万kWに計画変更を行い、5号機の建設は凍結となった。この4号機は、発電効率向上のため、主蒸気温度および再熱蒸気温度600℃、主蒸気圧力25.0MPaとした北海道電力初の超々臨界圧のボイラーおよび蒸気タービンを採用した。

## 発電設備

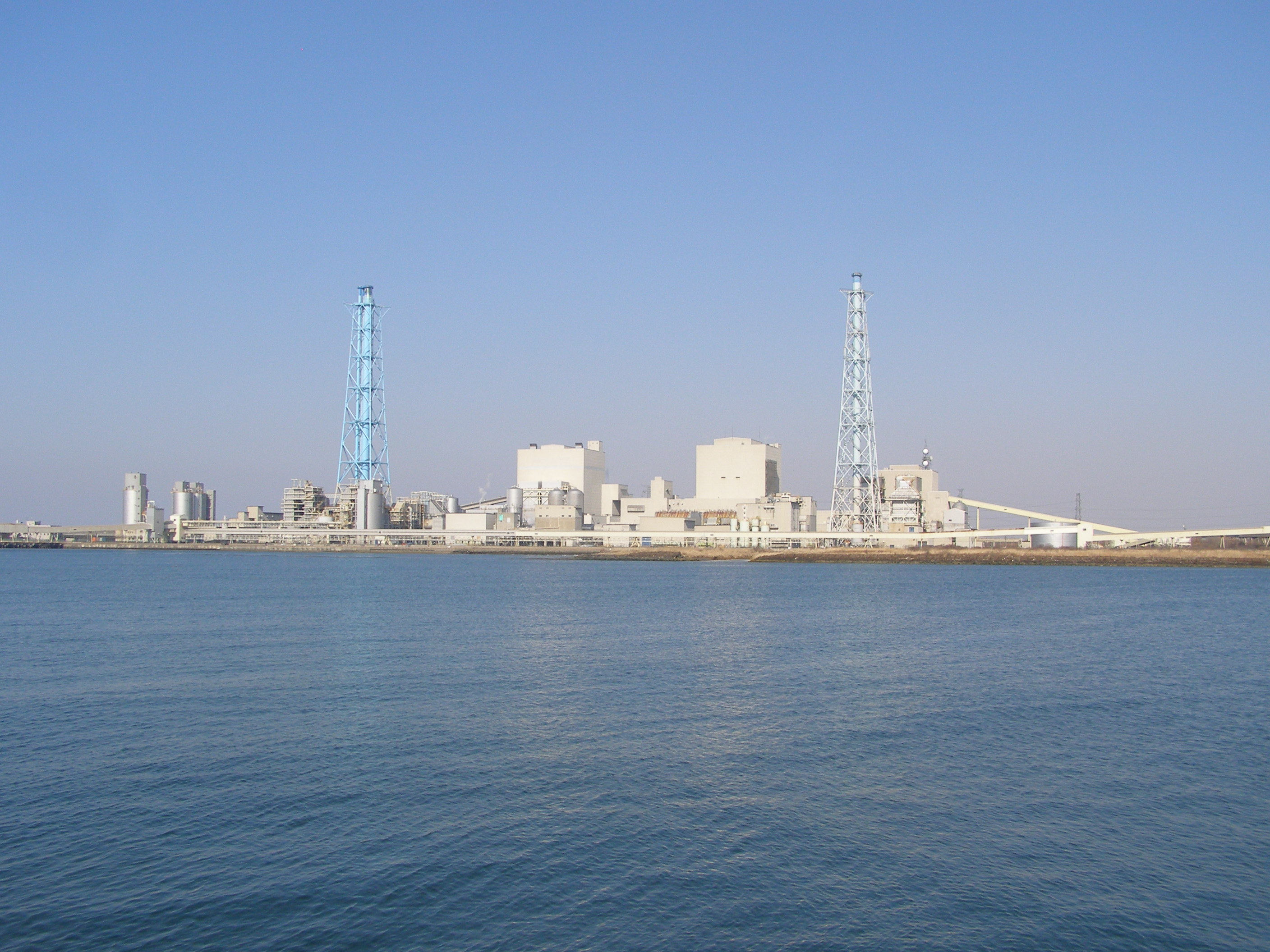
厚真側から見た苫東厚真発電所。右側の煙突の右にあるのが1号機建屋、左右の煙突の間に見えるのが2号機建屋と4号機建屋でその間に小さく見えるのが3号機建屋。

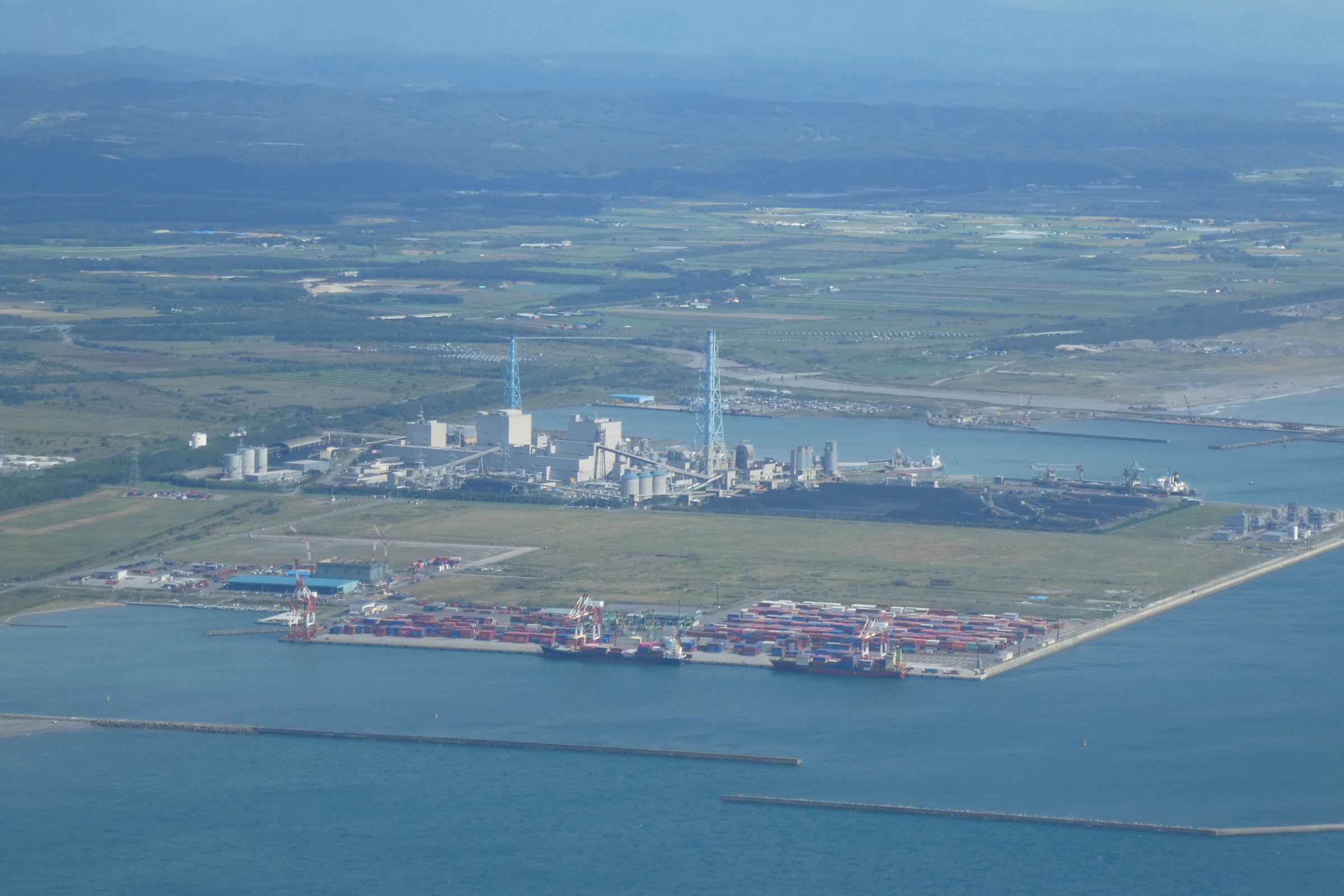
上空から。（2019年）

- 総出力：165万kW（2006年現在）[3]

1号機
定格出力：35万kW
使用燃料：石炭
ボイラー：旧バブコック日立　(現：三菱パワー)
タービン：東芝
営業運転開始：1980年（昭和55年）10月
2号機
定格出力：60万kW
使用燃料：石炭
ボイラー：IHI（旧社名石川島播磨重工業 )
タービン：旧日立製作所　(現：三菱パワー)
蒸気条件：超臨界圧（Super Critical）
営業運転開始：1985年（昭和60年）10月
4号機
定格出力：70万kW
使用燃料：石炭
ボイラー：IHI（旧社名石川島播磨重工業 )
タービン：旧日立製作所　(現：三菱パワー)
蒸気条件：超々臨界圧（Ultra Super Critical）
営業運転開始：2002年（平成14年）6月

## 平成30年北海道胆振東部地震において
2018年9月6日、北海道胆振東部地震が発生し、厚真町で震度7の揺れを観測。それに伴い、緊急停止によって電力の発電量と使用量のバランスが大きく崩れ、ほかの火力発電所でも連鎖的に運転停止する事態となった。道内の離島を除く全域、およそ295万戸で停電が生じた。当時1号機、2号機、4号機ともに発電設備に損傷や火災が起きたため、1号機の復旧は9月末以降、2号機は10月中旬以降、発電所の完全復旧には11月中までかかる見通しが立てられた。実際には、1号機は9月17日午前9時に本格的に運転を再開し、4号機については予定より大幅に早い同月25日午後3時に運転を再開した。2号機は9月23日の復旧を目指したが不具合の発見により延期され、10月10日に再稼働した。

### 今回の事故における対応
- 地震発生からおよそ10時間30分後の9月6日午後1時30分、砂川発電所3号機の安全が確認されたため稼働を再開。札幌市・旭川市の一部などで電力の供給が再開され[7]、次いで4号機も7日午前0時57分に再稼働された。
- 9月6日午後8時10分、音別発電所1号機が再稼働。釧路市など道東エリアへの送電が再開された。次いで2号機も7日午前9時8分に再稼働された。
- 9月7日午前0時20分、奈井江発電所2号機の運転が再開。次いで1号機も7日午前4時24分に再稼働された。
- 9月7日午前11時18分、伊達発電所1号機の運転が再開。次いで2号機も7日(午後6時30分頃運転開始予定)に再稼働された。
- 9月8日午後7時の北海道電力の会見で、当施設を除く発電施設の稼働や本州からの送電の実施で、地震発生前のピーク時の約9割に当たる350万kwの送電が可能になったと発表。
- 9月19日の北電の会見によると、当発電所の1号機運転再開により電力の安定供給が可能になったと発表。
- 10月10日午前6時、当発電所の2号機がフル稼働で運転を再開し、3基全てが全面復旧。

## 廃止された発電設備
3号機（廃止）
発電方式：加圧流動床複合発電(PFBC)方式
定格出力：8.5万kW
　ガスタービン：1.11万kW × 1軸
　蒸気タービン：7.39万kW × 1軸
使用燃料：石炭
ボイラー：三菱重工業
ガスタービン：三菱重工業
蒸気タービン：三菱重工業
発電機：三菱電機
熱効率：40.1%（高位発熱量基準）
営業運転時期：1998年（平成10年）3月 - 2005年（平成17年）10月